# طالب قاسم الحجامي
طالب قاسم عنبر الحجامي واسمه الحركي أبو محمد العامري هو سياسي عراقي راحل، قتل مع رئيس مجلس الحكم عز الدين سليم في 17 أيار 2004، عملأ ان طالب قاسم عنبر الحجامي كان نائبا وعضوا مناوبا في لعز الدين سليم في المجلس.